# کوبیلینو
کوبیلینو (به بلغاری: Kobilino) یک منطقهٔ مسکونی در بلغارستان است که در ایوالوفگراد واقع شده‌است.